# Triathlon ai XVI Giochi panamericani
Il triathlon ai XVI Giochi panamericani si è svolto all'API Maritime Terminal di Puerto Vallarta, in Messico, il 23 ottobre 2011. Sia l'evento maschile sia quello femminile si sono tenuti lo stesso giorno.
Tra gli uomini ha vinto il brasiliano Reinaldo Colucci, mentre tra le donne la statunitense Sarah Haskins.

## Calendario
Tutti gli orari secondo il Central Standard Time (UTC-6).
| Giorno    | Data           | Inizio | Fine  | Evento           | Fase   |
| --------- | -------------- | ------ | ----- | ---------------- | ------ |
| Giorno 10 | Dom 23 ottobre | 8:00   | 14:00 | Triathlon donne  | Finale |
| Giorno 10 | Dom 23 ottobre | 8:00   | 14:00 | Triathlon uomini | Finale |

## Risultati

### Élite uomini
| Pos. | Nome                           | Paese                   | Nuoto    | Bici     | Corsa    | Totale   |
| ---- | ------------------------------ | ----------------------- | -------- | -------- | -------- | -------- |
|      | Reinaldo Colucci               | Brasile                 | 00:18:13 | 00:57:25 | 00:31:43 | 01:48:02 |
|      | Manuel Huerta                  | Stati Uniti             | 00:18:24 | 00:57:12 | 00:31:50 | 01:48:09 |
|      | Brent McMahon                  | Canada                  | 00:18:14 | 00:57:20 | 00:32:10 | 01:48:22 |
| 4    | Kyle Jones                     | Canada                  | 00:18:21 | 00:57:15 | 00:32:28 | 01:48:45 |
| 5    | Diogo Sclebin                  | Brasile                 | 00:18:23 | 00:57:15 | 00:33:26 | 01:49:49 |
| 6    | Tyler Butterfield              | Bermuda                 | 00:19:29 | 00:56:44 | 00:33:02 | 01:50:03 |
| 7    | Jason Wilson                   | Barbados                | 00:18:24 | 00:57:17 | 00:33:44 | 01:50:09 |
| 8    | Felipe Van de Wyngard          | Cile                    | 00:18:28 | 00:57:13 | 00:33:53 | 01:50:14 |
| 9    | Michel Gonzalez                | Cuba                    | 00:18:11 | 00:57:25 | 00:34:30 | 01:50:47 |
| 10   | Matt Chrabot                   | Stati Uniti             | 00:18:19 | 00:57:19 | 00:34:34 | 01:50:58 |
| 11   | Leonardo Chacon                | Costa Rica              | 00:18:26 | 00:57:12 | 00:34:39 | 01:50:59 |
| 12   | Carlos Javier Quinchara Forero | Colombia                | 00:18:25 | 00:57:15 | 00:35:00 | 01:51:25 |
| 13   | Crisanto Grajales              | Messico                 | 00:18:29 | 00:57:08 | 00:35:33 | 01:51:52 |
| 14   | Bruno Matheus                  | Brasile                 | 00:18:18 | 00:58:47 | 00:34:25 | 01:52:08 |
| 15   | Luciano Taccone                | Argentina               | 00:19:29 | 00:56:45 | 00:35:17 | 01:52:12 |
| 16   | Arturo Garza                   | Messico                 | 00:19:27 | 00:56:45 | 00:35:33 | 01:52:31 |
| 17   | Yolexis Rodriguez              | Cuba                    | 00:19:25 | 00:56:47 | 00:36:06 | 01:53:03 |
| 18   | Francisco Serrano              | Messico                 | 00:19:27 | 00:56:42 | 00:36:12 | 01:53:04 |
| 19   | Edgardo Omar Velez             | Porto Rico              | 00:18:26 | 00:57:15 | 00:37:21 | 01:53:44 |
| 20   | Gerardo Vergara                | Guatemala               | 00:18:14 | 00:57:23 | 00:37:40 | 01:54:01 |
| 21   | Gonzalo Raul Tellechea         | Argentina               | 00:19:32 | 00:56:40 | 00:37:44 | 01:54:37 |
| 22   | Leandro Lobo                   | Venezuela               | 00:18:14 | 00:57:21 | 00:38:43 | 01:55:06 |
| 23   | Mark Fretta                    | Stati Uniti             | 00:18:23 | 00:57:13 | 00:39:47 | 01:56:08 |
| 24   | Oscar David Preciado           | Colombia                | 00:18:38 | 00:57:34 | 00:39:38 | 01:56:40 |
| 25   | Felipe Barraza                 | Cile                    | 00:19:33 | 00:56:40 | 00:40:39 | 01:57:37 |
| 26   | Luciano Farias                 | Argentina               | 00:18:11 | 00:57:27 | 00:41:20 | 01:57:42 |
| 27   | Oliver Martin                  | Uruguay                 | 00:19:25 | 00:58:54 | 00:39:08 | 01:58:15 |
| 28   | Carlos Fischer                 | Venezuela               | 00:19:26 | 01:03:51 | 00:39:32 | 02:03:40 |
| 29   | Fabian Flores                  | Guatemala               | 00:19:00 | 01:04:17 | 00:39:51 | 02:03:58 |
| 30   | Roger Rodriguez                | Costa Rica              | 00:19:31 | 01:05:18 | 00:38:49 | 02:04:28 |
| 31   | Carlos Perez                   | Venezuela               | 00:18:41 | 01:04:38 | 00:41:44 | 02:05:54 |
| 32   | Paolo Loja                     | Ecuador                 | 00:20:29 | 01:04:23 | 00:43:31 | 02:09:04 |
| 33   | Gaspar Riveros                 | Cile                    | 00:19:35 | 01:05:13 | 00:45:45 | 02:11:16 |
| 34   | Morgan Locke                   | Isole Vergini Americane | 00:18:28 | 01:04:49 | 00:48:49 | 02:12:53 |

### Élite donne
| Pos. | Nome                       | Paese       | Nuoto    | Bici     | Corsa    | Totale   |
| ---- | -------------------------- | ----------- | -------- | -------- | -------- | -------- |
|      | Sarah Haskins              | Stati Uniti | 00:18:54 | 01:01:01 | 00:36:53 | 01:57:37 |
|      | Barbara Riveros Diaz       | Cile        | 00:20:44 | 01:03:06 | 00:35:49 | 02:00:23 |
|      | Pamela Nascimento Oliveira | Brasile     | 00:18:55 | 01:01:01 | 00:39:52 | 02:00:32 |
| 4    | Gwen Jorgensen             | Stati Uniti | 00:20:08 | 01:03:42 | 00:36:16 | 02:00:54 |
| 5    | Kathy Tremblay             | Canada      | 00:20:45 | 01:03:06 | 00:36:38 | 02:01:13 |
| 6    | Claudia Rivas              | Messico     | 00:19:43 | 01:04:12 | 00:37:38 | 02:02:18 |
| 7    | Elizabeth Bravo            | Ecuador     | 00:20:45 | 01:03:08 | 00:38:54 | 02:03:34 |
| 8    | Flora Duffy                | Bermuda     | 00:20:08 | 01:03:42 | 00:39:02 | 02:03:38 |
| 9    | Michelle Flipo             | Messico     | 00:20:47 | 01:03:06 | 00:39:12 | 02:03:51 |
| 10   | Carolina Grimaldo          | Colombia    | 00:20:52 | 01:03:04 | 00:39:44 | 02:04:29 |
| 11   | Romina Palacio Balena      | Argentina   | 00:20:52 | 01:03:05 | 00:39:58 | 02:04:40 |
| 12   | Flavia Fernandes           | Brasile     | 00:20:06 | 01:03:46 | 00:40:53 | 02:05:27 |
| 13   | Sara McLarty               | Stati Uniti | 00:18:52 | 01:01:02 | 00:45:03 | 02:05:49 |
| 14   | Alia Cardinale Villalobos  | Costa Rica  | 00:20:48 | 01:03:04 | 00:42:19 | 02:06:57 |
| 15   | Favia Diaz                 | Cile        | 00:20:55 | 01:03:01 | 00:42:49 | 02:07:33 |
| 16   | Melissa Rios               | Porto Rico  | 00:20:45 | 01:03:11 | 00:42:47 | 02:07:33 |
| 17   | Militza Rios               | Porto Rico  | 00:20:10 | 01:03:46 | 00:45:46 | 02:10:30 |

## Medagliere
| Posizione | Nazione     | Oro | Argento | Bronzo | Totale |
| --------- | ----------- | --- | ------- | ------ | ------ |
| 1         | Stati Uniti | 1   | 1       | 0      | 2      |
| 2         | Brasile     | 1   | 0       | 1      | 2      |
| 3         | Cile        | 0   | 1       | 0      | 1      |
| 4         | Canada      | 0   | 0       | 1      | 1      |
| Totale    | Totale      | 2   | 2       | 2      | 6      |